# رون فينيكس
رون فينيكس (بالإنجليزية: Ron Phoenix)‏ (30 يونيو 1929 في المملكة المتحدة - 11 مارس 2021) هو لاعب كرة قدم بريطاني في مركز نصف الجناح. لعب مع مانشستر سيتي ونادي روتشديل ونادي ألترينتشام.

## وصلات خارجية
- رون فينيكس على موقع قاعدة بيانات كرة القدم.إي يو (الإنجليزية)